# Radosław Majdan
Radosław Majdan (Szczecin, 1972. május 10. –) lengyel válogatott labdarúgókapus.

## Pályafutása

### Klubcsapatban
1989 és 2001 között a Pogoń Szczecin csapatában játszott. 2001 és 2002 között a Göztepe, 2002 és 2003 között a PAOK Szaloniki kapuját védte, 2003-ban a török Bursaspor és az izraeli Asdód kapusa volt. 2003-tól 2006-ig a Wisła Kraków játékosa volt, melynek tagjaként két bajnoki címet szerzett. 2006 és 2007 között a Pogoń Szczecinben, 2007 és 2010 között a Warszawában szerepelt. 

### A válogatottban
2001 és 2002 között 7 alkalommal szerepelt a lengyel válogatottban. Részt vett a 2002-es világbajnokságon, ahol Jerzy Dudek mögött a második számú kapusnak számított és az Egyesült Államok elleni csoportmérkőzésen kezdőként kapott lehetőséget. A Dél-Korea és a Portugália elleni találkozón nem lépett pályára.

## Sikerei, díjai
Wisła Kraków
- Lengyel bajnok (2): 2003–04, 2004–05

## Külső hivatkozások
- Radosław Majdan adatlapja a National-Football-Teams.com oldalon (angolul)

- Radosław Majdan (angol nyelven). FootballDatabase.eu
- Radosław Majdan (angol nyelven). eu-football.info
- Radosław Majdan (lengyel nyelven). 90minut.pl
- Radosław Majdan (német nyelven). kicker.de
- Radosław Majdan adatlapja a worldfootball.net oldalon (angolul)